# Vispas
Een vispas, visvergunning of visverlof is een vergunning waarmee aangetoond kan worden, dat de houder van de vergunning in een bepaald oppervlaktewater of op een bepaald tijdstip mag gaan vissen.
In Nederland worden de vispassen beheerd door Sportvisserij Nederland en voorbehouden aan hun leden. Er bestaan twee verschillende versies: de VISpas en de Kleine VISpas of jeugdVISpas, die beiden kunnen worden aangekocht in een hengelsportzaak mits voldaan wordt aan een aantal voorwaarden. Daarnaast geven de hengelsportverenigingen die zijn aangesloten bij Sportvisserij Nederland de VISpas uit.
In Vlaanderen heet de vergunning een visverlof. Er bestaan drie versies: een gewoon visverlof, groot visverlof en jeugdvisverlof. In Wallonië dient de sportvisser houder te zijn van een permis de pêche van het Waals gewest.